# Lago de Chermignon
O Lago Chermignon é um lago de barragem localizado no município de Lens, no cantão de Valais, na Suíça.
O lago tem uma área de 2,1 ha e um volume de 130.000 m³.